# Liste der Baudenkmale in Breddorf
In der Liste der Baudenkmale in Breddorf sind alle Baudenkmale der niedersächsischen Gemeinde Breddorf aufgelistet. Die Quelle der  Baudenkmale ist der Denkmalatlas Niedersachsen. Der Stand der Liste ist der 12. Oktober 2020.

## Allgemein
In den Spalten befinden sich folgende Informationen:
- Lage: die Adresse des Baudenkmales und die geographischen Koordinaten. Kartenansicht, um Koordinaten zu setzen. In der Kartenansicht sind Baudenkmale ohne Koordinaten mit einem roten Marker dargestellt und können in der Karte gesetzt werden. Baudenkmale ohne Bild sind mit einem blauen Marker gekennzeichnet, Baudenkmale mit Bild mit einem grünen Marker.
- Bezeichnung: Bezeichnung des Baudenkmales
- Beschreibung: die Beschreibung des Baudenkmales. Unter § 3 Abs. 2 NDSchG werden Einzeldenkmale und unter § 3 Abs. 3 NDSchG Gruppen baulicher Anlagen und deren Bestandteile ausgewiesen.
- ID: die Objekt-ID des Baudenkmales
- Bild: ein Bild des Baudenkmales, ggf. zusätzlich mit einem Link zu weiteren Fotos des Baudenkmals im Medienarchiv Wikimedia Commons. Wenn man auf das Kamerasymbol klickt, können Fotos zu Baudenkmalen aus dieser Liste hochgeladen werden:

## Hanstedt

### Gruppe: Hofstelle, Hanstedt, Bachstraße 6
Die Gruppe „Hofstelle, Hanstedt, Bachstraße 6“ hat die ID 31019767.

| Lage                                    | Bezeichnung              | Beschreibung                                                                              | ID       | Bild |
| --------------------------------------- | ------------------------ | ----------------------------------------------------------------------------------------- | -------- | ---- |
| Bachstraße 6 53° 18′ 25″ N, 9° 5′ 13″ O | Wohn-/Wirtschaftsgebäude | Zweiständer-Hallenhaus in Fachwerk von um 1700 bzw. 1777 (Inschrift), mit Krüppelwalmdach | 31012897 | BW   |
| Bachstraße 6 53° 18′ 25″ N, 9° 5′ 12″ O | Scheune                  | Scheune wohl aus der Mitte des 19. Jahrhunderts als Fachwerkbau mit Satteldach            | 31012975 | BW   |

### Einzelbaudenkmale
| Lage                                   | Bezeichnung | Beschreibung                                                                                               | ID       | Bild |
| -------------------------------------- | ----------- | --- | -------- | ---- |
| Katenberg 7 53° 18′ 16″ N, 9° 4′ 47″ O | Scheune     | Fachwerkbau mit Lehmausfachungen und reetgedecktem Walmdach sowie einer Querdurchfahrt vom 18. Jahrhundert | 31012942 | BW   |

### Ehemalige Baudenkmale
| Lage                                    | Bezeichnung              | Beschreibung | ID       | Bild |
| --------------------------------------- | ------------------------ | --- | -------- | ---- |
| Katenberg 7 53° 18′ 16″ N, 9° 4′ 46″ O  | Wohn-/Wirtschaftsgebäude | Das Fachwerkgebäude mit Zwerchhaus wurde wegen der Veränderungen 1994 aus dem Denkmalverzeichnis gestrichen. | 31012925 | BW   |
| An der Mühle 53° 18′ 24″ N, 9° 5′ 30″ O | Mühle                    | Die in der zweiten Hälfte des 19. Jahrhunderts errichtete, sich konisch verjüngende kombinierte Wind- und Wassermühle aus Backstein ist nur noch als Ruine erhalten. Das Windwerk und die Mühlentechnik fehlt. Daher wurde die Mühle ab 2023 nicht mehr im Denkmalverzeichnis geführt. | 47317836 | BW   |